# Wilhelmina Matuszewska
Wilhelmina Matuszewska z d. Szechter (ur. 1 listopada 1913, zm. 17 czerwca 1991) – polska historyk, badacz dziejów ruchu ludowego i robotniczego.

## Życiorys
Doktorat obroniła 4 marca 1965 w Wyższej Szkole Nauk Społecznych (Geneza i przebieg strajku chłopskiego w 1937) pod kierunkiem Czesława Madajczyka. Pracowała w Zakładzie Historii Partii przy KC PZPR, następnie w Akademii Nauk Społecznych.
Działaczka PZPR. 28 listopada 1988 weszła w skład Honorowego Komitetu Obchodów 40-lecia Kongresu Zjednoczeniowego PPR – PPS – powstania PZPR.
Żona Stefana Matuszewskiego, matka Joanny Matuszewskiej-Skoczylas. 
Została pochowana na cmentarzu Wojskowym na Powązkach (kwatera A31-tuje-2).

## Ordery i odznaczenia
- Krzyż Kawalerski Orderu Odrodzenia Polski (11 sierpnia 1945)[6]

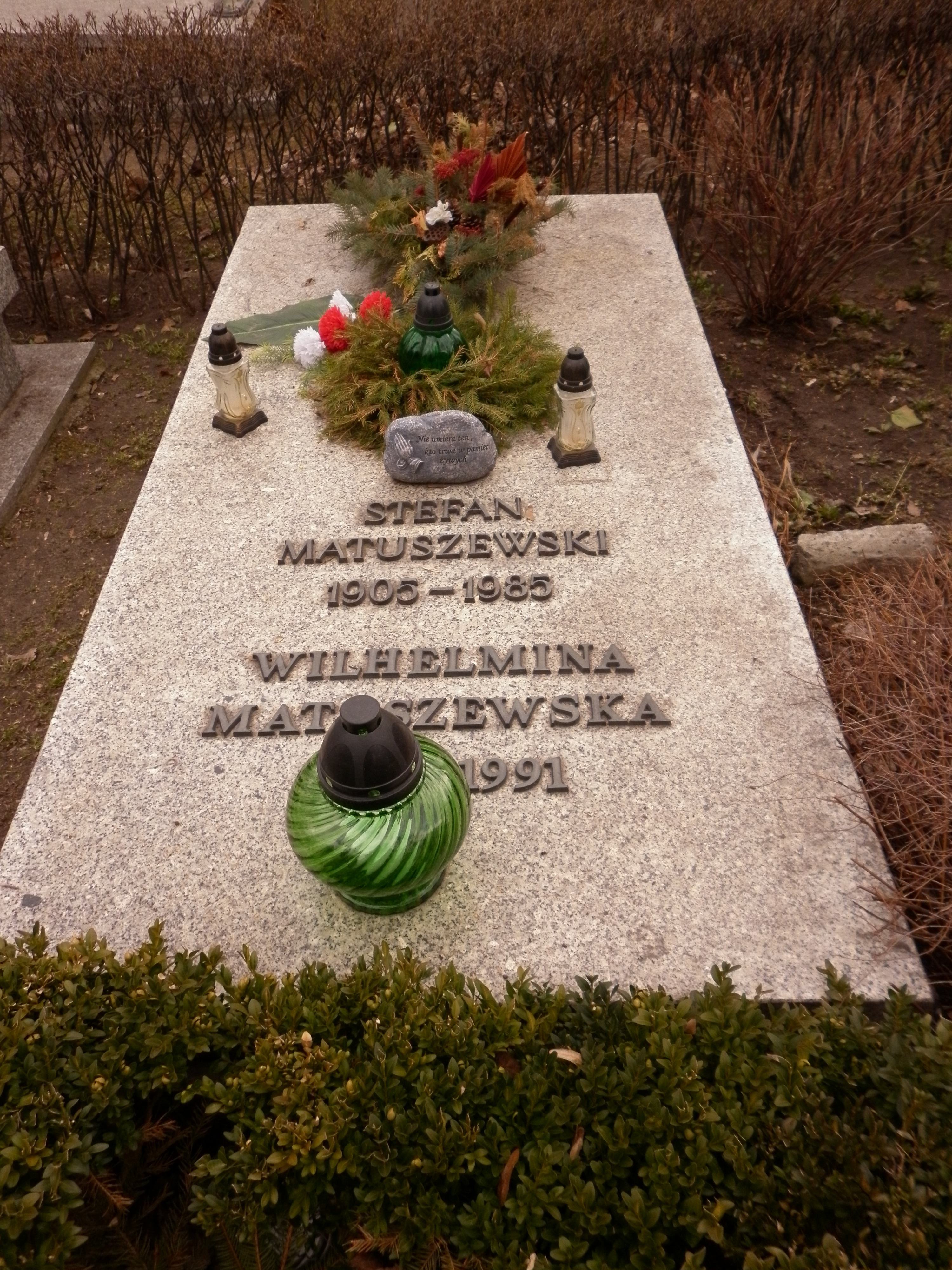
Nagrobek Stefana i Wilhelminy Matuszewskich

## Wybrane publikacje
- TUR wczoraj i dziś, Warszawa: Towarzystwo Uniwersytetu Robotniczego 1947.
- (redakcja) Strajk chłopski w 1937 roku: dokumenty archiwalne, t. 1–2, zebrały i oprac. Wilhelmina Matuszewska i Stanisława Leblang, wstęp i red. W. Matuszewska, w kwerendzie archiwalnej, części w doborze i oprac. archeograf. dokumentów udział wzięła Bronisława Skrzeszewska, Warszawa: Książka i Wiedza 1960.
- U źródeł strajku chłopskiego w 1937 r., Warszawa: „Książka i Wiedza” 1962.
- Chłopski czyn u schyłku II Rzeczypospolitej, Warszawa: Ludowa Spółdzielnia Wydawnicza 1973.
- Towarzystwo Uniwersytetu Robotniczego w kształcie powojennym (1944–1948), Warszawa: Akademia Nauk Społecznych 1989.